# 斯托尔纳雷拉
斯托尔纳雷拉（義大利語：Stornarella），是意大利福贾省的一个市镇。总面积33.87平方公里，人口5150人，人口密度152.1人/平方公里（2009年）。ISTAT代码为071055。